# Лејквуд Гарденс (Флорида)
Лејквуд Гарденс (енгл. Lakewood Gardens) насељено је место без административног статуса у америчкој савезној држави Флорида.

## Демографија
По попису из 2010. године број становника је 1.273.
| Група             | 2000.    | 2010.       |
| Белци             | 0 (0,0%) | 373 (29,3%) |
| Афроамериканци    | 0 (0,0%) | 120 (9,4%)  |
| Азијати           | 0 (0,0%) | 3 (0,2%)    |
| Хиспаноамериканци | 0 (0,0%) | 793 (62,3%) |
| Укупно            | 0        | 1.273       |